# Бассіру Діомай Фай
Бассіру Діомай Діахар Фай (фр. Bassirou Diomaye Diakhar Faye, деякі українські змі подавали його імя як Басіру Діомайє Файє), широко відомий як Діомай — сенегальський політик і колишній податковий інспектор, який обіймає посаду 5-го чинного президента Сенегалу з 2024 року. Він є генеральним секретарем забороненої партії PASTEF і переміг на президентських виборах у Сенегалі 2024 року замість дискваліфікованого кандидата Усмана Сонко.

## Життєпис
Фай народилася 25 березня 1980  у Ндіаганіао, у західному департаменті М'Бор, Сенегал.

### Освіта та початок кар'єри
Він ходив до початкової школи у своєму селі, а потім до середньої та старшої школи в Мбурі. У 2000 році Фай отримав диплом бакалавра. Він успішно здобув ступінь магістра права в Дакарському університеті Шейха Анта Діопа і згодом склав обидва конкурсні іспити, вступивши до Національної школи адміністрації Сенегалу (ENA) та магістратури в 2004 році. Після закінчення навчання Фай вирішив стати податковим інспектором у відділі податків та нерухомості, де він подружився з Сонко, випускником тієї ж школи. У 2014 році стосунки Фай та Сонко стали більш тісними у Спілці податків та нерухомості, створеній Сонко, лідером новоствореної PASTEF. Під час свого перебування на чолі спілки Фай проводив кампанію, спрямовану на полегшення отримання права власності на житло для податкових агентів та агентів з нерухомості

### Політична кар'єра

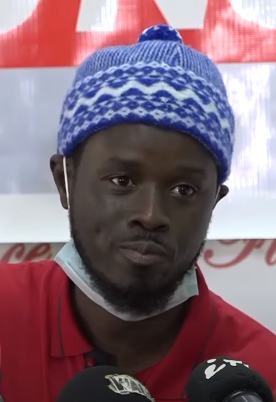
Фай у 2020 році

Спочатку бувши гостем на момент заснування партії, Фай швидко піднявся і став однією з найвизначніших фігур у партії. Згодом він стане одним з ідеологів і розробників програми Сонко для його кандидатури на президентських виборах 2019 року в Сенегалі. Сонко набрав майже 16% голосів і посів третє місце. У лютому 2021 року Фай стала генеральним секретарем PASTEF після того, як Сонко був заарештований за звинуваченням у неодноразовому зґвалтуванні працівницею масажного салону. В рамках своєї стратегії завоювання влади Фай спробувала об'єднати опозицію на виборах 2022 року, отримавши 56 місць в альянсі "Визволимо народ".

#### Президентська кампанія

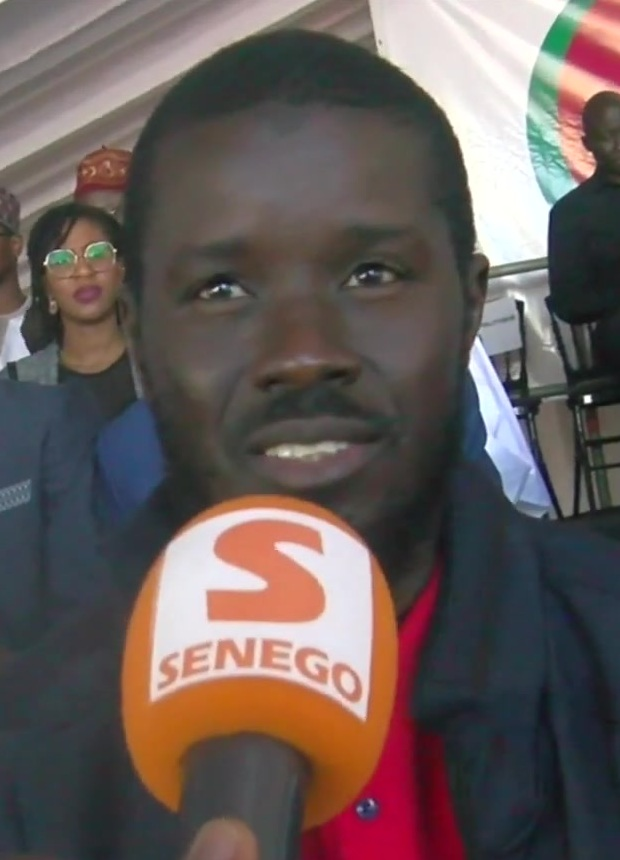
Фай у 2023 році

Після невизначеності щодо можливості участі Сонько у президентських виборах партія PASTEF у листопаді 2023 року підтримала Фая як свого кандидата на президентських виборах 2024 року, попри те, що він перебував під вартою. Однак PASTEF була заборонена кількома місяцями раніше, а це означає, що він балотувався як незалежний кандидат. 20 січня 2024 року Конституційна рада Сенегалу опублікувала остаточний список кандидатів на президентських виборах, і Сонко не з'явився в ньому після кількох юридичних баталій. Кандидатура Фея була затверджена, оскільки він ніколи не був засуджений, хоча і залишався під вартою. Сонко швидко оголосив про свою підтримку Фай на виборах.
15 березня 2024 року, на наступний день після звільнення Фея з в'язниці, він зібрав сотні прихильників на своєму першому публічному виступі кандидатом у президенти. Колишній президент Абдулай Вад і його Сенегальська демократична партія (PDS) підтримали Фея того ж дня, що підвищило його шанси на перемогу на виборах. Цей крок був зроблений після того, як кандидат від ПДС Карім Ваде був дискваліфікований з перегонів через те, що на момент подання своєї кандидатури мав подвійне громадянство . Шейх Тідіан Діє, ще один кандидат на президентських виборах, зняв свою кандидатуру на користь Файя.
Під час президентської кампанії він обіцяв створити робочі місця, рішуче виступав проти корупції та пообіцяв переглянути енергетичні контракти. Він балотувався під гаслом "Diomaye mooy Ousmane", що в перекладі з мови волоф означає "Діомайє - це Усман", і висловив сподівання, що харизма Сонко та його популярність серед молоді Сенегалу сприятимуть його кампанії. Програма Фай схожа з програмою Сонко на 2019 рік. Під час кампанії Фай оприлюднив декларацію про свої статки та закликав інших кандидатів наслідувати його приклад.

#### Президентство
Фай був обраний президентом після виборчої кампанії, яка була затьмарена спробою уряду відкласти вибори, що врешті-решт відбулися 24 березня. Фай отримав понад 54% голосів, що зробило його першим опозиційним кандидатом, який виграв вибори в першому турі з моменту здобуття Сенегалом незалежності в 1960 році. Його офіційна інавгурація відбулася 2 квітня. У своїй інавгураційній промові Фай пообіцяв боротися з корупцією та реформувати економіку.

## Ув'язнення і звільнення
14 квітня 2023 року Фай був затриманий, коли виходив зі свого податкового та майнового офісу на вулиці Тіонг у Дакарі. Згодом він був поміщений під варту за звинуваченням у "поширенні неправдивих новин, неповазі до суду та наклепі на офіційний орган" після публікації в соціальних мережах. У цьому дописі він засуджував несправедливість судової системи, передбачаючи вердикт, який потенційно може дискваліфікувати Сонко у судовому спорі між PASTEF і міністром туризму Маме Мбайє Ніанг. З розвитком ситуації проти нього були висунуті додаткові звинувачення в "підбурюванні до повстання" і "підриві державної безпеки", що призвело до невизначеного терміну утримання під вартою.
Після спроби чинного президента Макі Салла в лютому 2024 року відкласти вибори, посилаючись на невирішені суперечки щодо того, хто може балотуватися, відбулися масові протести, і Конституційна рада скасувала перенесення виборів. У відповідь на протести та скасування рішення Салл заявив, що піде у відставку, як і було заплановано, 2 квітня, призначивши дату виборів на 24 березня. Він також висловив готовність звільнити Сонко, Фай і всіх їхніх прихильників як акт доброї волі. Наприкінці лютого уряд подав законопроєкт про амністію, щоб заспокоїти суспільно-політичний клімат. Уряд звільнив кілька сотень політичних в'язнів, а 14 березня, за кілька днів до виборів, Сонко і Фай вийшли з в'язниці.

## Особисте життя
Фай полігамний і має двох дружин: Марі Хоне Фай та Абса Фай. Марі Хоне є близькою родичкою свого чоловіка, і разом у них народилося четверо дітей: троє хлопчиків і дівчинка. З Абсою у нього не було дітей. Фай одружився з Марі у 2009 році, а з Абсою - у 2023 році.
Згідно з його декларацією про майно, яку він оприлюднив під час своєї президентської кампанії у 2024 році, Фай володіє будинком у Дакарі, а також земельними ділянками за межами столиці та в Ндіаганьяо. На його банківських рахунках також зберігається близько $6 600.
Фай і Усман Сонко - близькі друзі, навіть назвали одного з синів Усманом на честь їхньої дружби. Він отримав традиційне сільське виховання і є мусульманином.